# Epigelasma simplaria
Epigelasma simplaria är en fjärilsart som beskrevs av Claude Herbulot 1972. Epigelasma simplaria ingår i släktet Epigelasma och familjen mätare. Inga underarter finns listade i Catalogue of Life.